# Greenidea haldari
Greenidea haldari är en insektsart. Greenidea haldari ingår i släktet Greenidea och familjen långrörsbladlöss. Inga underarter finns listade i Catalogue of Life.